# Palizzata

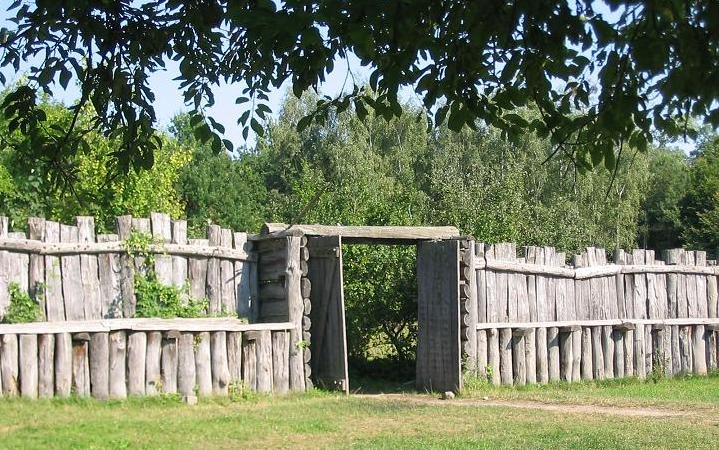
Esempio di palizzata ricostruita

La palizzata è una struttura difensiva, realizzata con pali di legno accostati e conficcati nel terreno.
Svolgeva la funzione di cinta muraria intorno a accampamenti o piccoli villaggi, spesso era solo una muraglia provvisoria prima di costruirne una definitiva in pietra per difendersi da attacchi di animali feroci, piccole armate e pattuglie di briganti con l'intenzione di saccheggiare l'abitato.
Erano poche le culture che facevano affidamento su questa precaria difesa, solitamente civiltà piuttosto primitive organizzate in tribù, che utilizzavano la palizzata come strumento di difesa da improvvisi attacchi di bestie feroci o tribù ostili.

## Etimologia
Il termine palizzata deriva dal latino pālus (che significa palo), veniva utilizzata per sostenere una staccionata.

## Funzioni difensive

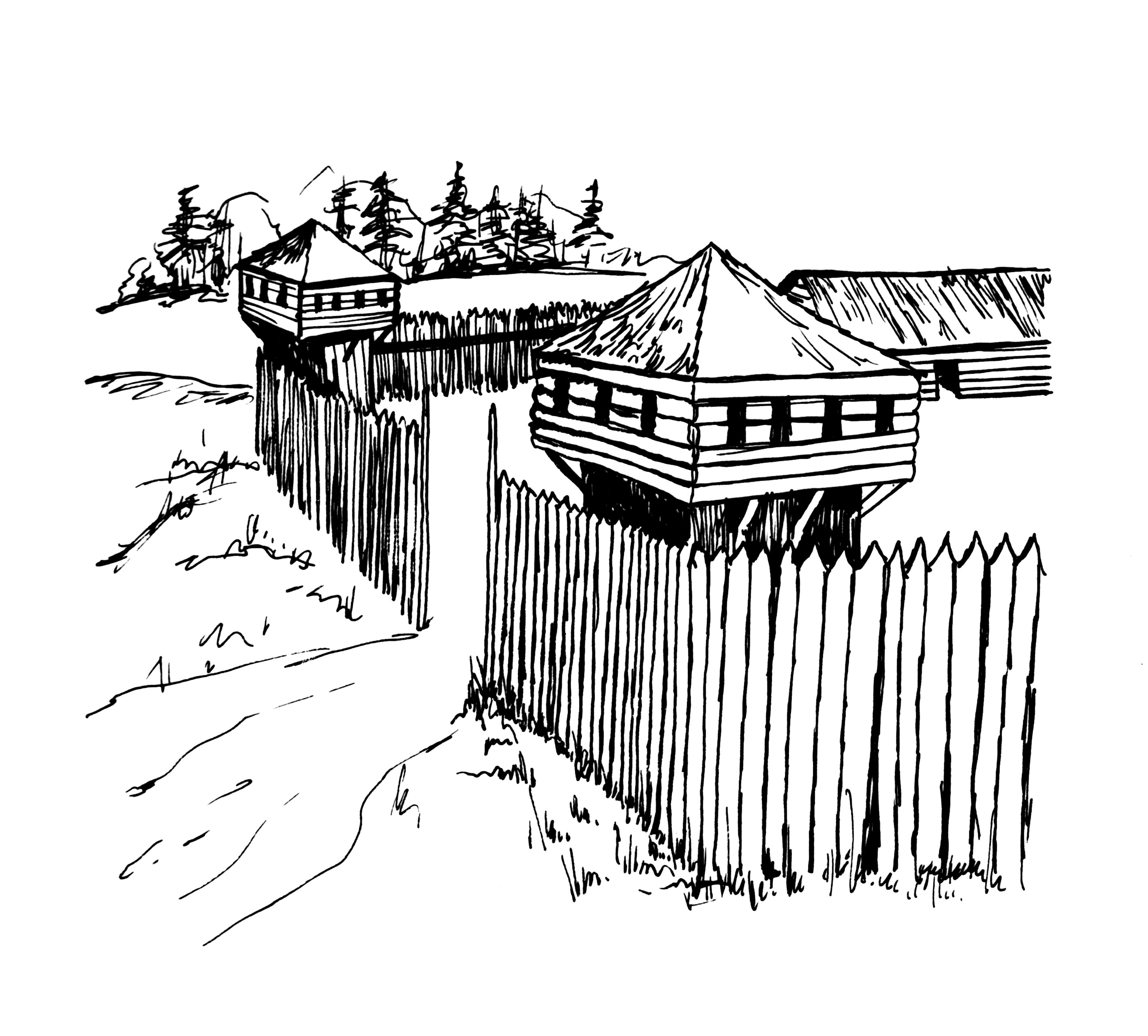
Esempio di palizzata con funzione difensiva

Ai tempi dell'Impero romano, le fortificazioni difese dalle palizzate erano solitamente gli accampamenti militari. Le truppe costruivano le palizzate servendosi delle foreste adiacenti e modificando i tronchi così ottenuti in pali con un'estremità più appuntita, pali che venivano poi conficcati nel terreno in circolo intorno all'accampamento. All'interno della palizzata veniva solitamente realizzata una trincea, in modo che lo steccato racchiudesse l'intero perimetro della stessa.
A volte la palizzata veniva integrata con un'ulteriore fila di tronchi, esterna alla prima, per rafforzarne le capacità difensive. Nelle regioni più fredde fra i due steccati venivano poste argilla o melma, come protezione contro il vento. 
Saltuariamente venivano anche utilizzati sassi e rocce per rinforzare ulteriormente la staccionata, in modo tale da creare un sistema difensivo più resistente agli attacchi e duraturo nel tempo.

## Palizzate decorative
Più propriamente dette staccionate, ai giorni nostri, sebbene mantengano ancora funzione di delimitare le proprietà private e segnarne la linea di confine, questi elementi hanno perso quasi totalmente la loro funzione difensiva, divenendo elementi decorativi - e per questo motivo disponibili in un'infinità di fogge e stili.